# Тарея (деревня)
Тарея — татарская деревня в Чунском районе Иркутской области. Входит в Весёловское муниципальное образование.

## География
Находится в 9 километрах от райцентра Чунский и в 3 километрах от другой татарской деревни Кулиш (1 школа на 2 деревни).

## История
Основана в 1912 (по другим данным в 1909 году) во время Столыпинской аграрной реформы на месте переселенческого участка Тарейский татарами из Уфимской губернии.
В деревне существовала начальная школа, но потом её разобрали.

## Население
| 2002 | 2010 | 2011 | 2012 |
| ---- | ---- | ---- | ---- |
| 64   | ↘50  | →50  | ↘48  |